# Трофимов, Викентий Павлович
Вике́нтий Па́влович Трофи́мов (24 ноября 1878 года, Талица, Пермская губерния — 10 февраля 1956 года, Загорск, Московская область) — русский и советский художник.

## Биография
Происходил из семьи сибирских казаков‑землепроходцев. Его дед, Иван Яковлевич, был купцом 3‑й гильдии города Тары Тобольской губернии. Отец, известный судовладелец Павел Трофимов, и его сотоварищи, купцы и судовладельцы, энергично развивали промышленность края. В 1900‑х годах в их среде возникла идея возрождения торгового мореплавания по Северному морскому пути и устройства ярмарок в Мангазее. Для обследования Обь‑Иртышского бассейна и устья Оби в 1911 года был приглашен Фритьоф Нансен; в финансировании проекта участвовал П. И. Трофимов. В семье было десять детей, каждый из которых получил образование, в том числе и высшее.
В 1899 году окончил Московское художественное училище им. Строганова, или «Школу рисования в отношении к искусствам и ремёслам», как назвал его основатель граф С. Г. Строганов. Из этого училища в разные годы вышли такие разные деятели, как М. А. Врубель, А. В. Щусев, К. А. Коровин и многие другие художники, архитекторы, скульпторы. Близкий друг и однокурсник Игнатия Нивинского по училищу, вместе с которым был представлен к золотой медали; вместо медали друзья выбрали поездку за границу для усовершенствования за счёт училища; позже муж сестры Нивинского, Веры. Она хорошо пела, декламировала. Услышав её декламацию на выпускном вечере в гимназии, знаменитая комедийная актриса Малого театра Елена Лешковская уговаривала родителей разрешить развивать в дочери этот талант. В. П. Трофимов продолжил образование в частной школе С. Ю. Жуковского и Н. Ф. Холявина, потом за границей, куда ездил неоднократно.
В 1900 году назначен преподавателем вечерних классов Строгановского училища, где он проявил себя и как хороший администратор. Вскоре преподавателя Трофимова перевели в село Речицы уже заведующим филиалом училища.
В 1903—1905 годах работал в Суджанском земстве художником и заведующим художественной частью кустарного отдела. В Судже произошло важное событие в его личной жизни — родился первенец, Игнатий. Несколько последующих лет они живут в Москве, где Викентий Павлович обучает технике акварели в частной художественно-промышленной школе Богданова и Галкина, а в 1909—1911 годах заведует филиалом Строгановского училища в Сергиевом Посаде.
С 1911 года до 1922 в Воронеже был заведующим и творческим руководителем художественно‑ремесленного училища им. Коломенкина, филиала Строгановского училища. В Московском Историческом музее хранится этюд В. П. Трофимова, посвящённый приезду императора Николая II в Воронеж в начале Первой мировой войны. Его работы этого периода хранятся также в Воронежском краеведческом музее. Неоднократно участвовал во Всероссийских конкурсах художественной промышленности в Москве и Петербурге в 1900—1916 годах, удостоен первых премий. В 1916 году принял участие в XXII выставке Московского товарищества художников Московского товарищества художников. В 1918 году послал из Воронежа три картины на выставку в Москву, одна из них («Купающиеся мальчики») была куплена в первый же день.
В начале 1920 года к нему обратились члены комиссии профессора Ю. Успенского. Энтузиасты возрождающегося Археологического общества (прообраза Общества охраны памятников истории и культуры (ВООПИиК)) задались целью спасти уходящую городскую натуру, для её изучения, описания, воссоздания привлекли к делу, помимо местных художников, и знаменитого А. М. Васнецова. Трофимов написал серию картин, изображающих старый Воронеж и строительство военных кораблей на Петровских адмиралтейских верфях, внимательнейшим образом изучив для этого документы из городского архива и сумев «привязать» к местности описания и изображения уже несуществующих к этому времени зданий. Так, картина «Успенская церковь с домами Меншикова и Апраксина в петровское время» была написана на основании старинной гравюры. Эта работа, а также некоторые другие («Цитадель, или адмиралтейство гор. Воронеже эпохи Петра», «Дворец (дом) Петра Великого в Воронеже», «Постройка кораблей в Воронеже») хранились в Воронежском губернском музее (теперь Воронежский областной художественный музей имени И. Н. Крамского) и были опубликованы. Много позже, в марте 1986 года, состоялись Воронежские краеведческие чтения, где был представлен содержательный доклад «Художник Викентий Павлович Трофимов (1878—1956) и его работа по изучению старого Воронежа», в музее им. Крамского прошла выставка его произведений, о жизни и творчестве художника была опубликована большая статья главного хранителя музея, где, в частности, сказано: «Большинство работ художника выполнены в привлекавшей его технике акварели, но так же тонко, легко и прозрачно писал он маслом. Манера письма Трофимова импонировала И. Э. Грабарю, который называл его работы „документальными“ и „живописными портретами архитектурных памятников, которые точны настолько, что на них можно просчитать кирпичи“».
В 1924 году семья переехала в Омск, где он был назначен заведующим живописным отделением Врубелевского художественного техникума и, помимо этого, стал руководителем филиала общества «Новая Сибирь». Здесь написаны картины «У переправы через Иртыш», «Обь у Белокурихи», «Обь», «Весна в Омском затоне», «Пристань в Омске ночью», «Карская экспедиция в пути» и много других, а также созданы серия этюдов в сибирском курорте «Боровое», путевые альбомы, монументальные работы по настенной живописи в интерьерах общественных зданий. В 1930-е годы работы В. П. Трофимова (портрет младшего сына Льва «Наша смена» и другие) широко разошлись в открытках, издаваемых АХР (Ассоциацией художников революции) тиражом 25 000. Почти сплошь морская тематика картин отражает другую сильную страсть Викентия Павловича — моряцкую. Он был превосходным яхтсменом и передал детям любовь к большим рекам, к морю. Знание морского обихода дало ему возможность поразительно точно рисовать парусники — с передачей мельчайших деталей корпуса, оснастки, что далеко не всегда встречается у маринистов.
В Москве, куда Трофимовы переехали в 1932 году, он оформил плафон парадной лестницы в Доме Советской Армии в Архангельском[уточнить], плафоны Белого зала Моссовета и Музея архитектуры имени Щусева, а также сделал росписи в Доме Наркомтяжпрома в Сочи.
В конце 1930-х годов семья переехала в Загорск, где Викентий Павлович вместе со старшим сыном Игнатием осуществил одну из самых удивительных и сложных работ — реставрацию Троице-Сергиевой Лавры. В процессе работы сложился уникальный творческий тандем отца и сына. Игнатий Трофимов, архитектор-реставратор, назначенный научным руководителем и главным архитектором, разработал генеральный план реставрации. Викентий Трофимов, прекрасно владея искусством композиции, делал художественные реконструкции памятников Лавры в их оптимальном виде, найденном сыном, во многом опираясь на сделанные последним чертежи. В книге И. В. Трофимова помещён ряд работ Викентия Павловича: «Духовская церковь и Троицкий собор. Перспективный вид с востока»; «Духовская церковь. Перспективный вид с юго-запада»; «Больничные палаты с церковью Зосимы и Савватия. Перспективный вид с юго-востока»; «Трапезная. Перспективный вид с северо-востока»; «Трапезная. Разрез по оси восток-запад»; и многие другие.
В эти годы В. П. Трофимов не оставляет и станковой живописи, постоянно участвует в выставках. 23 августа 1955 года в Загорском музее-заповеднике открылась персональная выставка художника, на которой были представлены его работы, начиная от первых и до картин, находящихся в стадии эскизов. Большую часть экспозиции составили картины, посвященные Лавре. Как совершенно справедливо написано в каталоге выставки, «эти акварели могут служить документом для исследователя древнерусского зодчества, с такой точностью проработана в них каждая деталь». Его наследие — живописное и прикладное — очень велико и, по сути, ещё толком не изучено. В фондах ТМИИ находятся работы брата художника, Константина Трофимова. Картины В. П. Трофимова хранятся в музеях Нового Иерусалима, Воронежском краеведческом, Сергиево-Посадском историко-художественном, в Музее архитектуры им. Щусева и других.
В. П. Трофимов оставил массу учеников в различных областях станковой, монументальной, прикладной живописи, художественной промышленности. Прежде всего, он воспитал своих детей, живших в атмосфере непрестанного художественного творчества. Его старший сын Игнатий Трофимов, главный руководитель реставрационных работ, почетный гражданин Сергиево‑Посадского района, член Союза архитекторов России, действительный член Академии Архитектурного наследия, посвятил ему свою книгу: «С особой признательностью автор чтит память своего отца — художника Викентия Павловича Трофимова, с 1938 по 1956 год жившего и работавшего в стенах Троице-Сергиевой лавры и являвшегося повседневным советчиком и руководителем автора. Глубокие познания художника в области искусства и архитектуры, кипучая творческая деятельность, выраженная в живописных произведениях, проникнутых безграничной любовью ко всему русскому, служили для автора постоянным творческим примером, которому он обязан всем положительным, что есть в его работе».
На XXIII Антикварном Салоне — впервые за последние годы в Москве — прошла выставка картин В. П. Трофимова, организованная Галереей Леонида Шишкина. «Открытие в мире искусства — редкость, соприродная чуду, но самое удивительное в чудесах то, что они случаются. Мы рады представить вам своё чудесное открытие — Викентий Трофимов — новое имя в истории русской живописи». Произведения В. П. Трофимова известны и востребованы за рубежом — летом 2007 года знаменитый аукционный дом Christie’s выставил на торги одну из ранних картин художника «Спуск в Воронеже». А летом 2008 года на том же аукционе была продана работа «Казах с лошадью на переправе». В журнале «Художник» вышла заметка о Викентии Павловиче Трофимове, и в скором времени планируется публикация большой статьи о жизни и творчестве художника. О Трофимове можно прочитать и на сайте галереи Леонида Шишкина.

## Галерея

Сатир, 1922
У истоков Иртыша, 1930
Фрегат, 1937
Духовская церковь, реконструкция, 1946